# Dampiera leptoclada
Dampiera leptoclada är en tvåhjärtbladig växtart som beskrevs av George Bentham. Dampiera leptoclada ingår i släktet Dampiera, och familjen Goodeniaceae. Inga underarter finns listade i Catalogue of Life.